# Crepis setosa
Crépide hérissée, Crépide à soies
Espèce
La Crépide hérissée ou Crépide à soies (Crepis setosa) est une espèce de plantes de la famille des Asteracées.